# Rudolf Augustin Vogel
Rudolf Augustin Vogel (* 1. Mai 1724 in Erfurt; † 5. April 1774 in Göttingen) war ein deutscher Arzt, der ab 1753 in Göttingen wirkte.

## Leben und Wirken
Rudolf Augustin Vogel studierte von 1740 bis 1747 an den Universitäten Erfurt, Leipzig und Berlin Medizin. Am 5. Oktober 1747 wurde er in seiner Heimatstadt Erfurt zum Doktor der Medizin promoviert. Dort lehrte er bis 1753 als Privatdozent für Medizin an der Universität Erfurt.
Am 1. Oktober 1753 wurde Vogel als außerordentlicher Professor für Medizin und Chemie an die Universität Göttingen berufen und am 11. April 1760 zum  ordentlichen Professor für Medizin an der Universität Göttingen und ordentlichem Mitglied der Medizinischen Fakultät ernannt. In dieser Position, die bis zu seinem Tod innehatte, hielt er Vorlesungen über Chemie, Mineralogie, Pathologie, Therapie, Semiotik, Arzneimittellehre und Chirurgie. Drei Mal, vom 3. Januar 1764 bis 3. Juli 1764, vom 2. Januar 1766 bis 3. Juli 1766 und vom 2. Januar 1771 bis  2. Juli 1771, fungierte er als Prorektor der Universität.
1764 wurde Vogel zum Leibarzt von Georg III. ernannt.
Vom 8. Januar 1764 an war er ordentlicher Professor für Chirurgie und vom 23. Juni 1773 erster Professor der Medizinischen Fakultät in Göttingen.  1772 wurde Vogel Direktor der Königlichen Gesellschaft der Wissenschaften Göttingen.
Bereits während seiner Erfurter Zeit gab Vogel die Medicinische Bibliothek heraus, die er nach seiner Berufung nach Göttingen ab 1754 unter dem Titel Neue medicinische Bibliothek bis zu seinem Tod fortführte. Er verfasst einige lateinische Schriften über Medizin und Chemie, die teilweise auch ins Deutsche übersetzt wurden. Sein Sohn Samuel Gottlieb von Vogel veröffentlichte 1778 eine Sammlung seiner kleinerer Schriften.
Der Mediziner Samuel Gottlieb Vogel war einer seiner Söhne. Der Chemiker Heinrich August von Vogel war sein Enkel.

## Ehrungen
Am 11. August 1754 wurde er mit dem akademischen Beinamen Philoxenus III.  zum Mitglied (Matrikel-Nr. 591) der Leopoldina gewählt.

## Schriften (Auswahl)

### Als Autor
- De larynge humana et vocis formatione. 1747. – Dissertation
- Institutiones chemiae ad lectiones academicas accommodatae. Göttingen 1755, 1757 und 1762 (deutsch von Johann Christian Wiegleb, Weimar 1775, 1785)
- Historia materiae medicae ad novissima tempora producta. Leiden und Leipzig 1758 Digitalisierte Ausgabe, 1760, 1764 Digitalisierte Ausgabe der Universitäts- und Landesbibliothek Düsseldorf und 1774.
- Rvd. Augvst. Vogel Medicinae Doctoris Et In Vniversitate Gottingensi Professoris Academiae Natvrae Cvriosorvm Sodalis Institvtiones Chemiae Ad Lectiones Academicas Accommodatae. Francofurti Et Lipsiae 1774. (Digitalisat)
- Praelectiones academicae de cognoscendis et curandis praecipuis corporis humani affectibus. Göttingen 1772, 2. Auflage, Lausanne 1789.
- Opuscula medica selecta antea sparsim edita, nunc autem in unum collecta etc. Göttingen 1768.
- Ausgesuchte akademische kleine Schriften pathologischen, praktischen und chirurgischen Inhalts. Aus dem Lateinischen übersetzt und mit Anmerkungen und Zusätzen vermehrt von Samuel Gottlieb von Vogel, Lemgo 1778.

### Als Herausgeber
- Medicinische Bibliothek, darin von den neuesten zur Arzneygelahrheit gehörigen Büchern und Schriften ausführliche Nachricht gegeben, und zugleich nützlicbe Erfahrungen, nebst andern Neuigkeiten bekannt gemacht werden. Erfurt/Leipzig 1751–1753.
  - 1. Band, 10 Stücke, Erfurt/Leipzig 1751.
  - 2. Band, 10 Stücke, Erfurt/Leipzig 1752–1753.
- Neue medicinische Bibliothek. Göttingen 1754–1773
  - 1. Band, Göttingen 1754, (online).
  - 2. Band, Göttingen 1755, (online).
  - 3. Band. Göttingen 1756, (online).
  - 4. Band, Göttingen 1758, (online).
  - 5. Band, Göttingen 1762, (online).
  - 6. Band, Göttingen 1766–1767, (online).
  - 7. Band, Göttingen 1767–1768, (online).
  - 8. Band, Göttingen 1769–1773, (online).